# Kolbsheim
Kolbsheim – miejscowość i gmina we Francji, w regionie Grand Est, w departamencie Dolny Ren.
Według danych na rok 1999 gminę zamieszkiwało 765 osób, 230 os./km².